# Hidrosulfuro de amonio
El hidrogenosulfuro de amonio (sulfuro ácido de amonio o bisulfuro amónico) es un compuesto químico de fórmula (NH4)HS. Es la sal derivada del catión amonio y del anión bisulfuro. La sal existe como cristales micáceos incoloros, solubles en agua. En el medioambiente terrestre, el compuesto se encuentra principalmente como una disolución, no como el sólido, pero se cree que el (NH4)HS sólido es un componente sustancial de las capas de nubes de los planetas gigantes gaseosos Júpiter y Saturno, junto con el azufre producido por su fotólisis, siendo responsable del color de las nubes de algunos de esos planetas. Se puede generar mezclando sulfuro de hidrógeno y amoníaco.

## Preparación
Se pueden preparar disoluciones de hidrogenosulfuro de amonio pasando gas sulfuro de hidrógeno a través de una disolución de amoniaco concentrada. Según un informe detallado de 1895, el sulfuro de hidrógeno reacciona con una disolución acuosa concentrada de amoniaco a temperatura ambiente para dar (NH4)2S · 2(NH4)HS. Cuando esta especie se enfría a 0 °C y se trata con sulfuro de hidrógeno adicional, se obtiene (NH4)2S·12(NH4)HS. Una disolución helada de esta sustancia mantenida a 0 °C y al que se le hace pasar continuamente sulfuro de hidrógeno da el hidrogenosulfuro.
La «bomba fétida» común consiste en una solución acuosa de sulfuro de amonio. La mezcla se convierte fácilmente en amoniaco y gases de sulfuro de hidrógeno. Esta conversión ilustra la facilidad del siguiente equilibrio:
```
   NH
4
HS⇌ NH
3
 + H
2
S 
```

El amoníaco y el sulfuro de hidrógeno tienen cada uno un olor fuerte y desagradable.

## Sulfuro de amonio
Las soluciones acuosas de sulfuro de amonio (número de registro CAS 12135-76-1), también conocido como sulfuro de diamonio, están disponibles comercialmente, aunque la composición de estas soluciones es incierta, ya que podrían consistir en una mezcla de amoníaco y NH4HS. Las soluciones de sulfuro de amonio se utilizan ocasionalmente en revelado fotográfico, para aplicar pátina al bronce y en la fabricación de textiles. Además, debido a su olor ofensivo, es el ingrediente activo en una variedad de bromas, incluida la bomba fétida común. Se puede utilizar como agente reductor selectivo (cf 2,4-dinitroclorobenceno ), donde hay dos grupos nitro solo uno de ellos se reduce selectivamente.
El Manual de Física y Química del CRC 1990-1991 proporciona información para el monosulfuro de amonio anhidro ((NH4)2S) y el pentasulfuro de amonio ((NH4)2S5) como separado del hidrosulfuro de amonio anhidro ((NH4) HS), describiendo los dos primeros como sustancias cristalinas amarillas que son solubles en agua fría y alcohol, y que se descomponen en agua caliente oa alta temperatura en general (115 °C para el pentasulfuro), pero el último como un sólido cristalino blanco (que también se descompone en agua caliente). Por lo tanto, parece que el sulfuro de amonio sólido puede ser distinto del hidrosulfuro de amonio sólido, incluso si esto no es cierto en solución acuosa.